# هایکو (شهر)
هایکو (به لاتین: Haikou) یک شهر مرکزی در جمهوری خلق چین است که در هاینان واقع شده‌است.

## خصوصیات
هایکو ۲٬۲۳۷ کیلومترمربع مساحت و ۲٬۰۴۶٬۱۸۹ نفر جمعیت دارد.

## خواهرخوانده
مودیعین-مکابیم-ریعوت، اسرائیل
پرت، اسکاتلند
آنتالیا، ترکیه
قزوین، ایران
اکلاهما سیتی، آمریکا
گدنیا، لهستان
خواهرخوانده‌های هایکو (شهر) هستند.